# Будилович, Александр Семёнович
Алекса́ндр Семёнович Будило́вич (Будзилло́вич;1845 — 1921 или 1922) — член IV Государственной думы от православного населения Люблинской и Седлецкой губерний, протоиерей.

## Биография
Родился 4 июня 1845 года[по какому календарю?] в семье православного священника Семёна Ивановича Будзилловича и Серафимы Александровны, в девичестве Глаголевой. Старший брат филолога Антона Семёновича Будиловича. Его родственником, предположительно племянником был Василий Семёнович Георгиевский, будущий митрополит Евлогий.
Окончил Литовскую духовную семинарию (1865) и Санкт-Петербургскую духовную академию со степенью магистра богословия (1869). По окончании духовной академии один год был преподавателем Литовской духовной семинарии.
В 1870—1881 годах священствовал в Варшаве, одновременно состоя законоучителем юнкерского училища и первой мужской гимназии. В 1881 году перешел на службу в город Холм, где был преподавателем, а затем и инспектором Холмской мужской гимназии. Был возведен в сан протоиерея.
В 1891 году, выслужив пенсию, вышел в отставку и с 1894 года состоял наблюдателем церковных школ Холмской епархии. В Холме владел домом и усадьбой. Написал ряд сочинений по истории Холмской Руси, среди которых «Русская православная старина в Замостье», удостоенное малой Уваровской премии.
В 1912 году был избран членом Государственной думы от русского населения Люблинской и Седлецкой губерний. Входил во фракцию «Союза 17 октября», после её раскола — в группу земцев-октябристов. Также был членом Прогрессивного блока. Состоял членом комиссий: по народному образованию, продовольственной, по исполнению государственной росписи доходов и расходов, по направлению законодательных предположений, по делам православной церкви, распорядительной и по вероисповедным вопросам.
После Февральской революции был в Петрограде. 7 сентября 1917 получил у Временного комитета Государственной думы отпуск на два месяца в город Романов-Борисоглебск. Последние годы жизни работал управляющим дворца графа фон Дервиза в Кирицах. Умер в 1921 или 1922 году в селе Кирицы Рязанской губернии.
Был вдовцом, жена из шляхты, православная, умерла от туберкулеза в 1894 или 1895 году в Холме вскоре после рождения младшей дочери. Имел семь детей (Всеволод, Юрий, Игорь, Ольга, Любовь, Татьяна и Милица).